# René Domergue (sociologue)
Pour les articles homonymes, voir Domergue.
Pour le critique d'art, voir René Domergue.
René Domergue (1949-2022) est un essayiste et sociologue français.

## Biographie
René Domergue naît le 8 mars 1949 à Montpezat.
Il obtient le BTS électronique en 1969 puis s’oriente vers l’étude des Sciences économiques. Licence puis DES (1975) à la faculté d’Aix-en-Provence. Il se passionne pour la sociologie et l’ethnologie et obtient le CAPES de Sciences Économiques et Sociales en 1977. Il enseigne essentiellement au Lycée Montaury à Nîmes où il dirige ses élèves dans diverses enquêtes, dont une devenue célèbre sur la rumeur qui court après l’inondation de la ville en 1988, selon laquelle les autorités cachent le nombre réel de noyés. Devenu agrégé de sciences sociales[Quand ?], il mène à titre personnel des recherches sur la vie sociale, le parler et l’intégration dans les zones rurales du Midi de la France, plus spécialement dans les villages du pays nîmois, de 1900 à aujourd’hui. L’approche est de type ethno-sociologique.
En 2010, il devient correspondant de l'Académie de Nîmes.
Le 25 septembre 2022, il meurt des suites d'une longue maladie à l'âge de 73 ans.

### Étude de la société paysanne

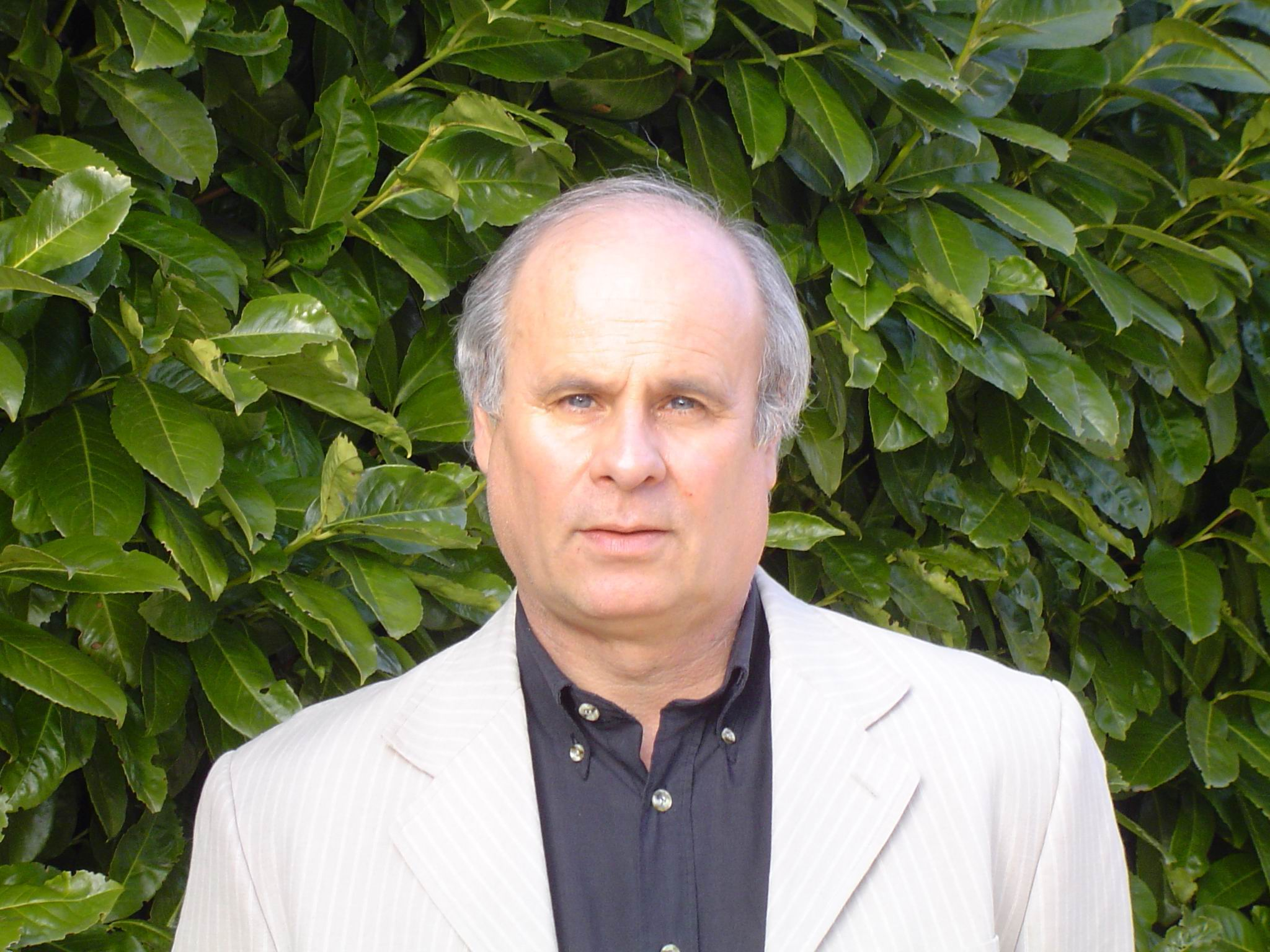
René Domergue en 2006.

L’étude de la société paysanne du début du XXe siècle, voire des années 1950, fait apparaître de nombreux éléments permettant une mise en perspective de la société actuelle, tout comme on le fait habituellement à la lecture de travaux ethnographiques relatifs à des sociétés dites primitives. Il est possible de repérer, par exemple, la variabilité de multiples normes, donc leur relativité. Normes de pudeur, normes esthétiques ou autres. C’est l’objet du premier livre de René Domergue, Des Platanes, on les entendait cascailler.

### Recherches sur l’intégration
Par la suite, trois livres sont consacrés à l’arrivée de nouvelles populations dans les villages gardois. D’abord, La parole de l'estranger, ouvrage  dédié à l’étude de l’intégration des immigrés d’origine italienne ou espagnole, mais aussi des populations venues de la montagne cévenole proche ou du Massif Central. Il n’y a pas si longtemps, les Italiens étaient traités de babis (crapauds) ou de manja-macaronis, les Espagnols de manja-tomatas, de manja-merluças ou plus simplement d’Espagnols de merde. Expressions d’un regard condescendant. Mais au début du siècle, il en était déjà ainsi pour les immigrés venus des Cévennes ou de plus haut : c’étaient des Raïous ou, pire, des Gavots. Tout comme les Italiens ou les Espagnols, et même ceux venus des villages voisins, les Raïous et les Gavots sont des estrangers.
Dans la foulée, est étudiée l’arrivée des ‘Pieds-Noirs’, puis celle des ‘Maghrébins’.
Tous ces ouvrages sont écrits dans un style vivant, bourré d’anecdotes, accessible au grand public. Ce qui n’exclue pas la rigueur : La parole de l'estranger et L’intégration des Pieds-Noirs dans les villages du Midi ont fait l’objet de longs comptes rendus dans Ethnologie française.

### Recueil du parler méridional
Dans les villages du Midi, l’héritage culturel est manifeste. Certes, le patois (occitan/ provençal) des anciens n’est plus pratiqué que par une minorité, mais le parler populaire véhicule toujours des centaines d’expressions que les linguistes désignent comme francitan.
Le recueil de la parole des gens est aussi un recueil de leur parler. Les livres de René Domergue abondent en expressions ‘méridionales’. C’est dans le monde de la bouvine que ce parler est le plus vivant. C’est ce qui a poussé le chercheur à recueillir ce vocabulaire dans le contexte de la course camarguaise (à ne pas confondre avec la corrida), puis à le rassembler dans Avise, le biòu. Deux livres illustrés par Frédéric Cartier-Lange mettent en scène cette manière de s’exprimer au travers de contes humoristiques sur un fond très documenté en termes de culture camarguaise : Biòulet et L’Abesti.

### Innovations pédagogiques
René Domergue ne s’est pas contenté d’enseigner les sciences économiques et sociales durant sa longue carrière au lycée Montaury (devenu lycée Albert-Camus). Il a dirigé de nombreuses enquêtes, menées avec rigueur afin d’être publiées. Certaines ont connu un retentissement national, en particulier La rumeur de Nîmes, étude de la rumeur à laquelle adhéraient la plupart des Nîmois au lendemain de l’inondation de 1988 : les autorités cachent le nombre réel de noyés. L’originalité du travail réside dans le fait que l’enquête est menée dès la naissance de la rumeur par des personnes qui y adhèrent, à l’inverse de toutes les productions universitaires. C’est pourquoi on retrouve des comptes rendus de ce travail dans le Bulletin de l’Université Paul Valéry, Montpellier, novembre 1998, ou encore dans la revue Société no 66, 1999/4 (De Boeck Université). La rumeur de Nîmes est citée dans de multiples articles et dans des ouvrages de sociologie des rumeurs, signés Michel-Louis Rouquette, Jean-Bruno Renard, ou encore Emmanuel Taieb (Revue française de Sociologie, XXX-1). L’enquête a été longuement commentée lors d’une émission de France Culture. Roland Andréani estime qu'elle a « fait justice d'une affirmation infondée », mais sans toutefois « parvenir à dissiper une croyance » justifiée par le nombre relativement faible de décès enregistrés en 1988.

## Ouvrages

### Ethno-sociologie
- 1998 : Des Platanes, on les entendait cascailler. Vivre et parler dans un village du Midi. Edisud, Aix-en-Provence, coll. « Traces de mémoire », 189 p. Préface de Bernard Kayser, Université Toulouse-Le Mirail. Épuisé. Réédité par l’auteur.
- 2002 : La Parole de l’estranger. L’intégration des étrangers dans un village du Midi. L’Harmattan, coll. « Questions sociologiques », 203 p.
- 2005 : L’intégration des Pieds-Noirs dans les villages du Midi. L'Harmattan, coll « Histoire et perspective Méditerranéennes », 235 p.
- 2011 : L’intégration des Maghrébins dans les villages du Midi. Édité par l’auteur, 274 p.
- 2020 : édition de Gabriel Vallat, Li rabassié, 258 p.  — carnets d'un habitant de Parignargues dépeignant la vie du village.

### Linguistique méridionale
- 2008 : Avise, le biòu ! Petit vocabulaire illustré de la course camarguaise. Illustrations de Patrick Ouradou. Édité par l’auteur.
- 2009 : Biòulet. Biòugraphie d’un taureau de Camargue. Illustrations de Frédéric Cartier-Lange. Édité par l’auteur.
- 2011 : L’Abesti. Au pays des moustiques. Illustrations de Frédéric Cartier-Lange. Édité par l’auteur.
- 2018 : La croix du Biòu. Illustrations de Frédéric Cartier-Lange. Éditions Sansouïre.

### Direction d’enquêtes
Enquêtes menées avec les élèves des sections ES du Lycée Montaury, devenu lycée Albert-Camus :
- 1986 : Dis-moi comment tu t’appelles et je te dirai de quelle classe tu es.  Essai d’analyse sociologique du prénom, Revue Idées, CNDP, octobre 1986, p. 3-16.
- 1989 : La Rumeur de Nîmes. Éditions Lacour, Nîmes, 82 p. Épuisé.
- 1992 : Négros, l’île du sucre. Éditions CDDP du Gard, 96 p. Préface de René Dumont. Épuisé.
- 1994 et 1996 : La Féria de Nîmes. Éditions AL2, Nîmes. Épuisé.
- 1999 : La Rumeur de Nîmes, dix ans après l’inondation. Éditions Edisud, Aix-en-Provence, Préface de Jean-Bruno Renard, Université Paul Valéry, Montpellier, 96 p.

### Sources
Rumeur de Nîmes
- Molénat Jacques, « La rumeur de Nîmes », L'Express,‎ 1er octobre 1998 (lire en ligne, consulté le 13 octobre 2020)

Aux éditions L'Harmattan
- « René Domergue - Biographie, publications (livres, articles) », sur harmattan.fr (consulté le 13 octobre 2020)

- Entretien avec Leïla Mebarek, « Fiers d'eux », France Bleu Gard Lozère, 6 septembre 2016.